# Lac du Flumet
Le lac du Flumet ou plus exactement le bassin du Flumet, est un ouvrage d'EDF partagé entre les communes d'Allevard et de Crêts en Belledonne (anciennement, la commune de Saint-Pierre-d'Allevard) et mis en eau en 1978.
Dans la STEP (Station de Transfert d'Énergie par Pompage) pour l'aménagement hydroélectrique « Arc-Isère », c'est le bassin intermédiaire, ou bassin d'éclusée, entre, en amont, le bassin de régulation de Longefan, sur la commune d'Hermillon, dans la vallée de l'Arc, et le bassin de restitution du Cheylas en aval, dans la vallée de l'Isère, le long de la conduite EDF Arc-Isère alimentant la centrale hydro-électrique du Cheylas. Sa création a noyé la zone humide du Flumet et fait disparaître un tronçon de l'ancienne voie ferrée du Tacot, désaffectée en 1968.
Les STEP représentant une forme de stockage de l'énergie, dans le contexte de la transition énergétique, diverses solutions sont recherchées depuis les années 2000 pour résoudre les problèmes récurrents d'envasement progressif du bassin par des sédiments ardoisiers.

## Situation et accès
Partagé entre les territoires de la commune d'Allevard au nord et la commune de Crêts en Belledonne, le bassin est longé par la RD525 (ancienne Route nationale 525) qui relie la commune de Goncelin (Isère) à celle de Détrier (Savoie). Selon le site de la commune de Crêts en Belledonne, « toutes activités de baignade et nautique sont interdites sur le plan d'eau. ». Les sportifs et les promeneurs apprécient le chemin piétonnier qui en fait le tour. Il n'est pas rare d'y voir pêcher ou simplement faire étape de nombreux oiseaux, comme les colverts, les grues...
Le site est desservi par la ligne de bus Proximo de Grenoble n°86 qui part de la gare de Grenoble et qui dessert la ville d'Allevard.

## Fonctionnement

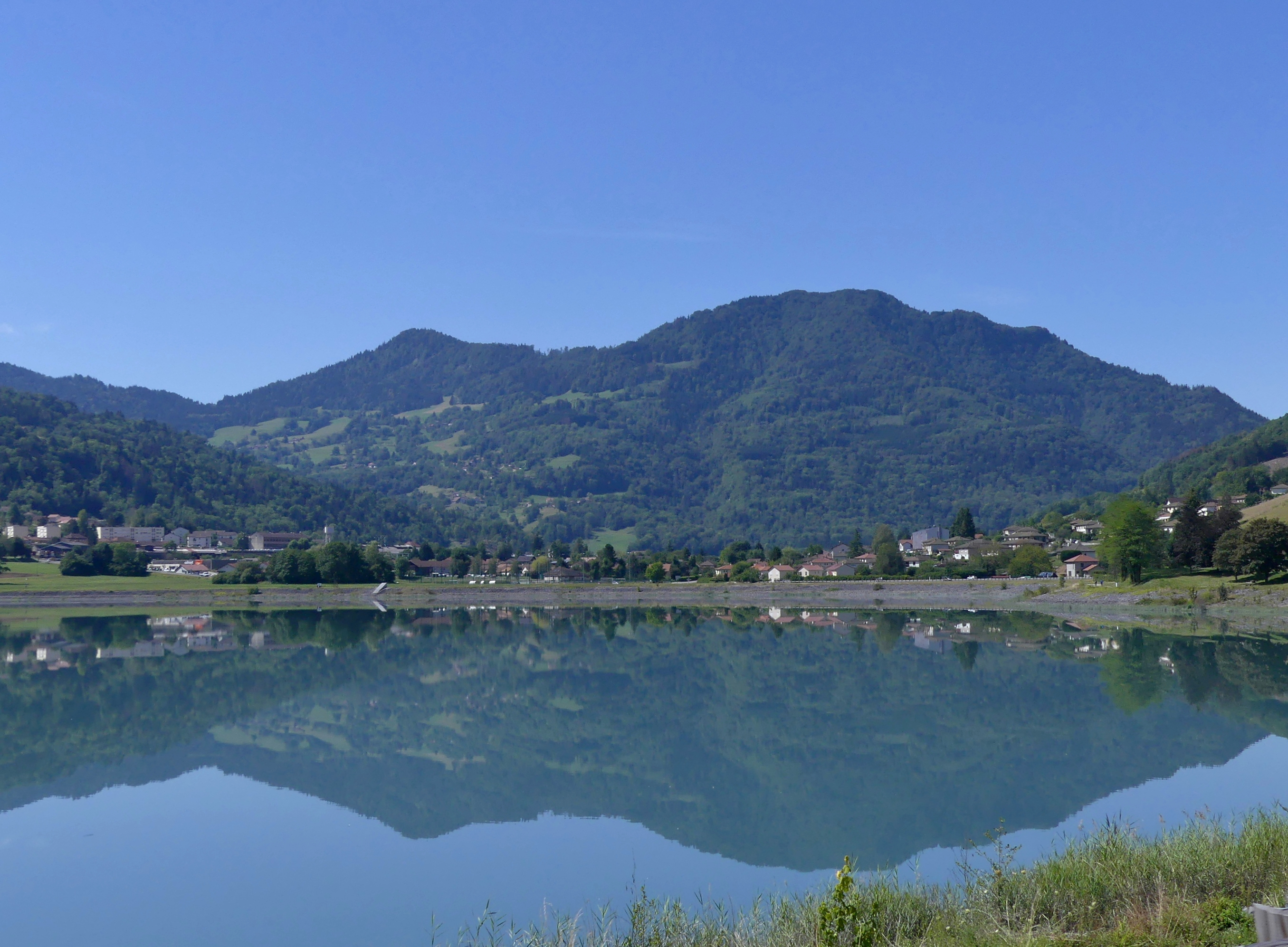
Vue sur le bassin du Flumet en direction de l'ancienne commune de Saint-Pierre-d'Allevard

Les eaux de l’Arc sont amenées par gravité à l'usine hydroélectrique, grâce à une dénivellation de 288 mètres entre Saint-Jean-de-Maurienne et le Cheylas, dans deux conduites qui recoupent le coude qu'il fait pour rejoindre l'Isère. Elles ont nécessité de très importants travaux. La première conduite d'une longueur totale de 27 km, a une section sans fenêtre de 18 890 m entre la vallée de l'Arc et le Flumet, la galerie de Belledonne. La galerie de Bramefarine, qui se termine par une conduite forcée souterraine de 500 m (et de 5,6 m de diamètre) entre le bassin du Flumet et la centrale (250-199 m), mesure 3 920 m.
La dénivellation utile, entre le bassin du Flumet, à Saint-Pierre-d'Allevard, et la restitution à l'Isère est de 261 m. L'usine est équipée de deux turbines Francis réversibles. La réversibilité des turbines-pompes et l'interconnexion entre le bassin d'éclusée du Flumet et le bassin de compensation (ou de restitution) du Cheylas permet d'y pomper en heures creuses les eaux déjà turbinées.
Le bassin du Cheylas assure la démodulation des débits avant restitution à l'Isère et sert de réservoir pour les eaux destinées à être pompées. Le bassin d'éclusée du Flumet sert au stockage des eaux arrivant par gravité de l'Arc et du Glandon ou remontées par pompage.
Il a une capacité de 4,7 Mm3 et un envasement d'environ 1,6 Mm3.

## Problèmes d'envasement

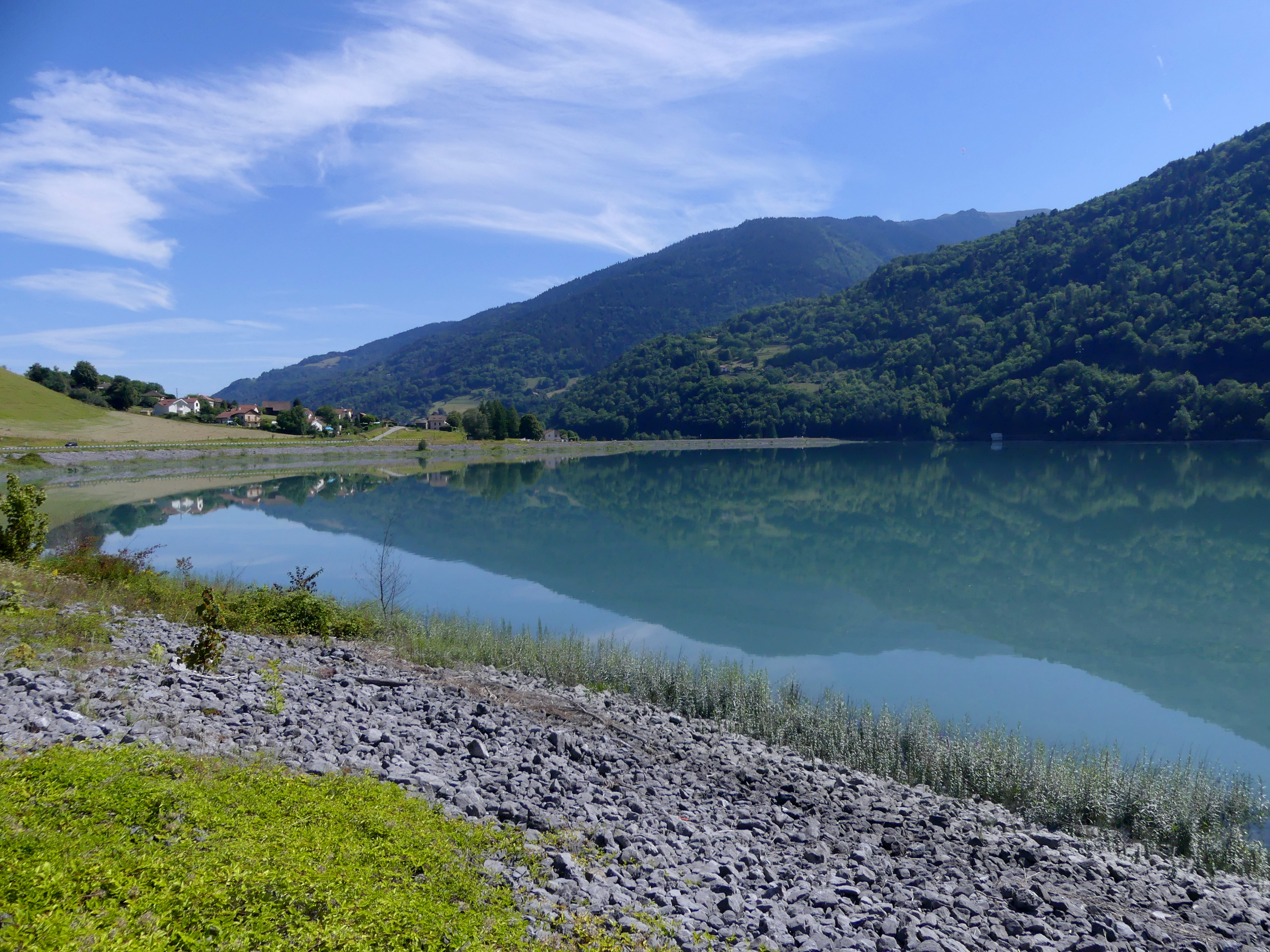
Rive nord-est du bassin du Flumet

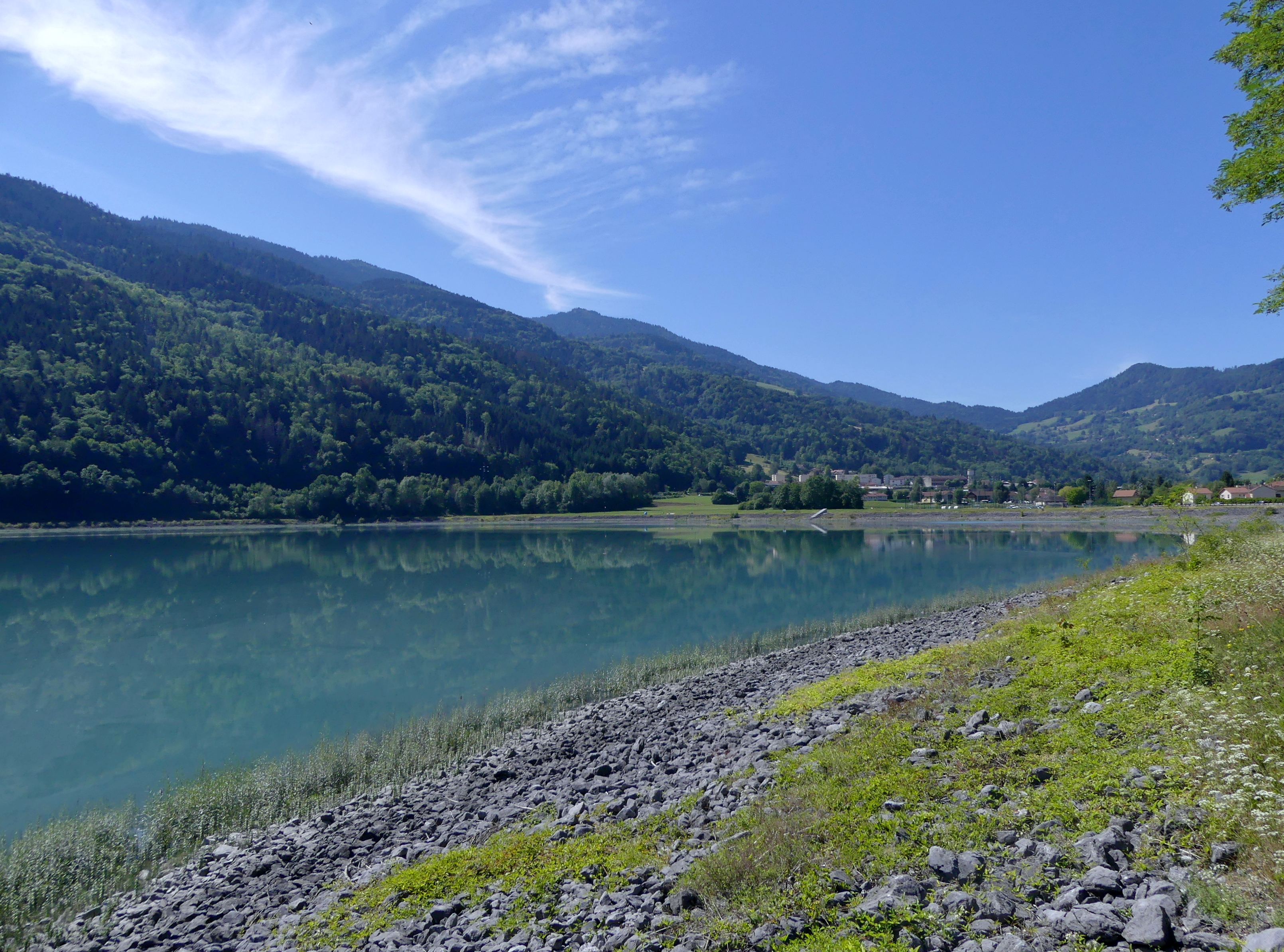
Rive sud-ouest du bassin du Flumet

Les dépôts sédimentaires ardoisiers, provenant du bassin de Longefan et de la prise d’eau située sur le Glandon, s'accumulent dans le bassin depuis sa création. Depuis 2008 la prise du Glandon est mise hors d'eau lorsque le taux de matière en suspension dépasse les 2 g/l, ce qui a permis de diminuer significativement (30 à 40 %) l'apport de sédiments, qui reste cependant voisin de 40 000 m3 par an. La capacité de décantation du bassin de Longefan a été améliorée par une série de « chasses » programmées sur trois ans (2008, 2009, 2010) évacuant les sédiments vers l'Arc. EDF a entrepris une opération de curage à l'automne 2011 (nettoyage d'une vanne en fond de retenue et d'un exutoire d'eaux usées).
Parallèlement, diverses solutions ont été étudiées pour évacuer les sédiments et augmenter la capacité utile du bassin du Flumet, le passage par les installations existantes étant le plus facile à mettre en place. En mai/juin 2018 furent réalisés des tests « en réel » de turbinage des sédiments fins (les moins abrasifs), pour s'assurer que les turbines de la centrale du Cheylas supportent le passage d'eaux contenant des matières en suspension, évaluer le risque d'abrasion ou de colmatage, ainsi que les incidences éventuelles sur l'environnement (faune, matières en suspension, voisinage, concentration des matières en suspension dans l'Isère). L'abrasion des machines de production s'étant avérée trop importante, cette solution a été abandonnée.
EDF a finalement retenu la construction d'un conduit définitif, d'un diamètre de 40 cm, enterré en grande partie sous les voiries existantes, allant du bassin du Flumet à l'Isère en aval du bassin du Cheylas. Sa construction devrait durer un peu moins de deux ans (automne 2023-printemps 2025) pour une première mise en service en 2025. Les dragages successifs, programmés de 2025 à 2029, et au-delà lorsque nécessaire, seront assurés par un robot subaquatique.